# Neurothéologie
Ne doit pas être confondu avec Neuroéthologie.

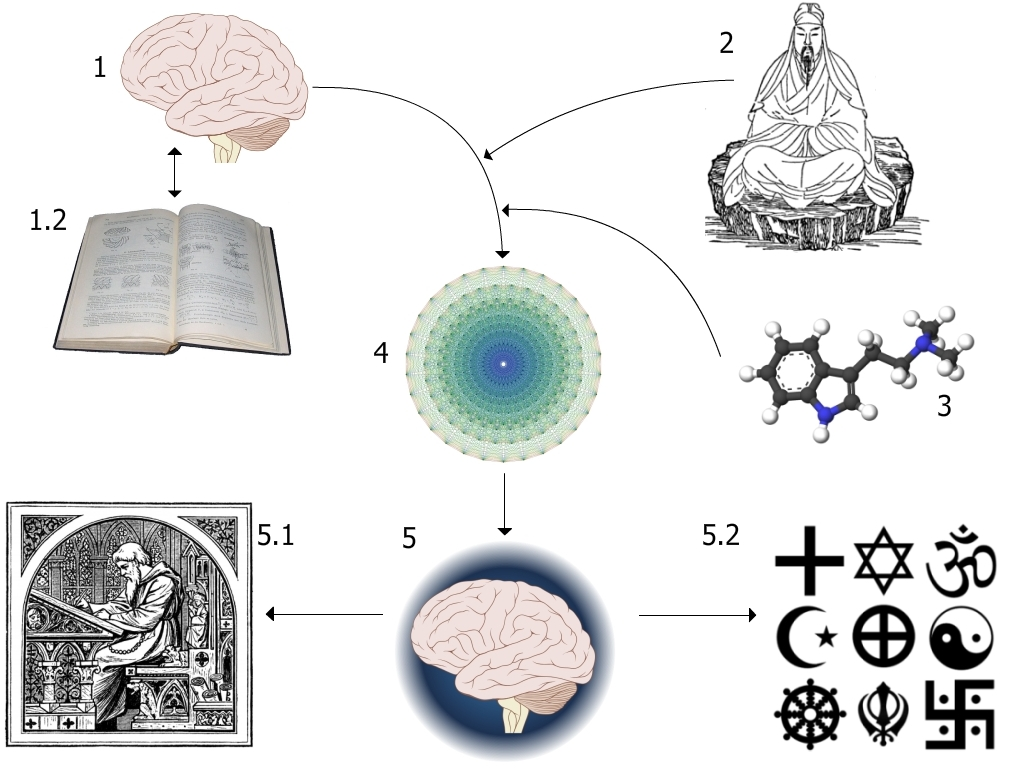
La neurothéologie tente d'expliquer l'expérience religieuse par l'étude du cerveau.

Neurothéologie (parfois appelé neuroscience de la religion) est un néologisme désignant la tentative d'expliquer le besoin de croire ou l'expérience religieuse dans les termes des neurosciences. Pratiquement, il s'agit de l'étude des corrélats neuronaux des phénomènes mystiques. Les promoteurs des hypothèses de la neurothéologie soutiennent qu'il existe une base neurologique de l'expérience subjective, habituellement catégorisée en expérience religieuse, spirituelle ou mystique. L'hypothèse ne fait pas l'unanimité dans la communauté scientifique.

## Origine du terme
Aldous Huxley est le premier à utiliser le terme « neurothéologie » en 1962 dans son ouvrage île. 

## Première publication
En 1994, Laurence O. McKinney publie le premier ouvrage sur ce sujet, intitulé « Neurotheology: Virtual Religion in the 21st Century » (« Neurothéologie, la religion virtuelle au XXIe siècle ») Selon la théorie de McKinney, le développement du cortex préfrontal chez l'être humain crée l'illusion du temps à partir de l'âge de trois ans. L'incapacité à retrouver des souvenirs précédant cette période ferait que des questions comme « d'où est-ce que je viens ? » et « où est-ce que tout cela nous mène ? » seraient à l'origine des diverses explications religieuses. 

## Recherches
Dans les années 1980, Michael Persinger stimule le lobe temporal de sujets humains avec un équipement appelé « casque de dieu », rapportant que plusieurs des sujets auraient rapporté l'impression d'une « présence » ressentie dans la pièce au moment de l'expérience. Cette étude a été critiquée et n'a pu être reproduite par d'autres chercheurs,. 
Le neurologue Norman Geschwind et Vilayanur S. Ramachandran associent l'expérience religieuse avec l'épilepsie du lobe temporal,. 
Mario Beauregard de l'Université de Montréal a, de son côté, conduit une étude auprès de religieuses carmélites tendant à démontrer que l'expérience spirituelle implique plusieurs zones du cerveau et non un unique « Point de Dieu » (« God spot », allusion humoristique -la référence est le G spot- à une aire du cerveau qui serait en rapport avec la croyance en Dieu).